# Burnout
Burnout är en racingspelserie utvecklad av Criterion Games. Det som har kännetecknat Burnout-serien från början är den otroligt snabba hastigheten i spelet. Bilarna kör väldigt snabbt med hjälp av lustgas som man laddar upp genom att köra farligt i trafiken, det vill säga tacklar bilar, kör på fel sida av vägen och passerar tätt intill bilar i hög hastighet. 

## Titlarna
- Burnout (2001-2002, finns till Playstation 2, Xbox och Gamecube
- Burnout 2: Point of Impact (2003, finns till Playstation 2 och Xbox)
- Burnout 3: Takedown (2004, finns till Playstation 2 och Xbox)
- Burnout Revenge (2005, finns till Playstation 2, Xbox och Xbox 360)
- Burnout Legends (2005, finns till Nintendo DS och Playstation Portable)
- Burnout Dominator (2007, finns till Playstation 2 och Playstation Portable)
- Burnout Paradise (2008, finns till Xbox 360, Playstation 3 och PC)